# Julius Kaggwa
Pour les articles homonymes, voir Kaggwa.
Julius Kaggwa est un militant ougandais transgenre et intersexe, directeur exécutif de l'organisation Support Initiative for People with atypical sex Development (SIPD), une organisation de soutien aux personnes intersexes,. En 2010, Kaggwa est co-lauréat pour le Human Rights Award, prix décerné par Human Rights First,. L'année suivante, il est co-lauréat du Human Rights Defenders Award.

## Activisme
Kaggwa fait campagne pour la santé, le soutien et les droits des personnes intersexes et à l'identité de genre non normative, ainsi que contre la loi anti-homosexualité en Ouganda,.
Kaggwa a décrit comment les personnes intersexes peuvent être mutilées ou éradiquées en raison de leur stigmatisation dès leur naissance, et comment leurs mères sont stigmatisées. SIPD vise à changer les attitudes culturelles, et procurer les soutiens et les soins médicaux appropriés. La situation des personnes intersexes est considérée comme un problème médical, contrairement à l'homosexualité. En tant que chrétien engagé, Kaggwa affirme que la violence et la discrimination contre les personnes LGBT est incompatible avec sa foi. En 2016, Kaggwa décrit comment l'augmentation de la discrimination envers les personnes LGBT en Ouganda a contribué à une augmentation des problèmes de sécurité pour les personnes intersexes.

## Prix et reconnaissance
En 2010, Kaggwa est co-lauréat de Human rights 2010 Award pour son travail à la tête de la lutte contre une loi anti-homosexualité en Ouganda, et pour avoir aidé à créer un environnement de tolérance pour les minorités sexuelles.
En tant que membre de la coalition de la société civile en Ouganda pour les droits humains et le droit constitutionnel, Kaggwa est co-lauréat du Prix des défenseurs des droits humains de 2011.